# Mascaromyia kalinkini
Mascaromyia kalinkini är en tvåvingeart som beskrevs av Grichanov 1996. Mascaromyia kalinkini ingår i släktet Mascaromyia och familjen styltflugor. Inga underarter finns listade i Catalogue of Life.